# Spilosoma unifascia
Spilosoma unifascia là một loài bướm đêm thuộc phân họ Arctiinae, họ Erebidae.